# Stefan Sprenger
Stefan Sprenger (* 1962 in Zürich) ist ein liechtensteinischer Schriftsteller.

## Biografie
Stefan Sprenger wuchs in Liechtenstein auf und studierte Freie Kunst in Luzern sowie Fachlehrer Zeichnen an der Universität Zürich. Seit 2000 ist er freischaffender Schriftsteller.
Sprenger beschäftigt sich in seinem Werk mit mentalitätsgeschichtlichen und politischen Themen Liechtensteins, so etwa im in Liechtensteiner Mundart verfassten Lesedrama Krötenarie, das den Wandel der Liechtensteiner Gesellschaft zwischen 1950 und 1975 beschreibt.
Von 2008 bis Ende 2013 amtierte er als Stiftungsrat für Fachbereich Literatur in der Kulturstiftung Liechtenstein. Er ist Co-Autor des 2018 vom Feldkircher Walktanztheaters aufgeführten Stücks „Am Zug“.

## Werke
- Vom Dröhnen. Edition Eupalinos, Schaan 1997, ISBN 3-9521318-0-6.
- Katzengold. Zwei Aufsätze zum Wandel im Fürstentum Liechtenstein. Roman. Banzer Verlag, Triesen 2002, ISBN 3-907905-19-9.
- Krötenarie. Als Liechtenstein reich wurde. Ein Lesestück. Chronos, Zürich 2018, ISBN 978-3-0340-1477-9.